# Rufius Gennadius Probus Orestes

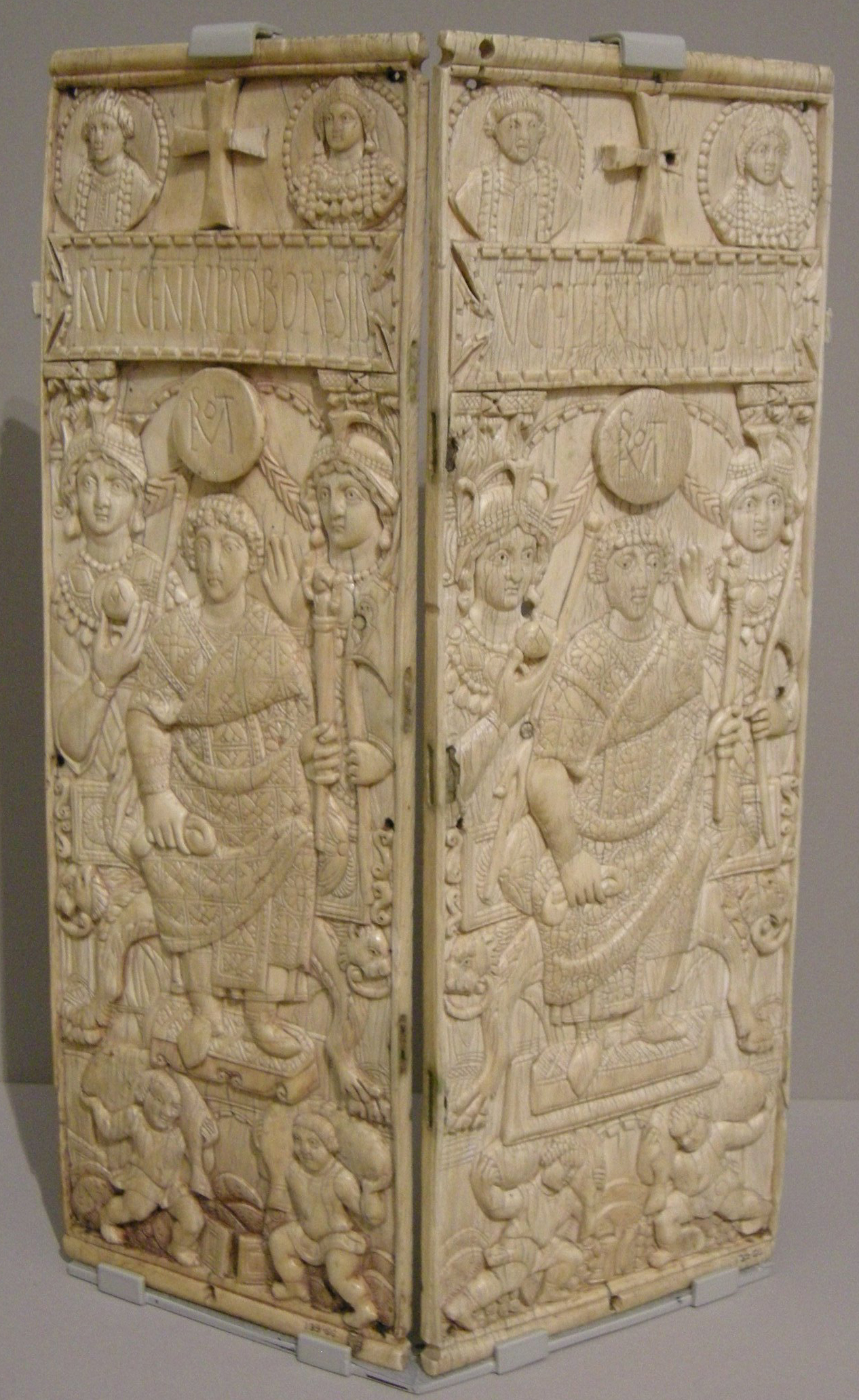
Konsulardiptychon des Orestes, Victoria and Albert Museum

Rufius Gennadius Probus Orestes war ein römischer Patricius und Konsul im Jahr 530.
Orestes war wohl ein Sohn des Konsuls von 502, der Rufius Magnus Faustus Avienus hieß. Er floh am 17. Dezember 546 mit anderen Patricii in den Petersdom, als der Ostgotenkönig Totila Rom eroberte. Orestes wurde dann mit anderen Senatoren von Totila nach Süditalien gebracht. Bei der Eroberung von Acherontis an der Grenze zwischen Lukanien und Kalabrien traf er im Sommer 547 mit dem oströmischen Heermeister Johannes zusammen und wurde mit den dort befindlichen Senatoren nach Sizilien gesandt.